# The Complete Live at the Lighthouse
The Complete Live at the Lighthouse ist ein Jazzalbum von Lee Morgan. Die am 10., 11. und 12. Juli 1970 im Club The Lighthouse, Hermosa Beach, Kalifornien, entstandenen Aufnahmen erschienen am 30. Juli 2021 auf Blue Note Records. Es ist die vollständige Dokumentation der Konzerte, deren Material auszugsweise 1971 bei Blue Note Records auf dem Doppelalbum Live at the Lighthouse erschienen war.

## Hintergrund
Nachdem Lee Morgan die Jazz Messengers verlassen hatte, um seine eigenen Gruppen zu leiten, trat er auch häufig als Sideman bei einer Reihe von Blue Note-Veröffentlichungen in Erscheinung, wobei er am häufigsten mit dem Tenorsaxophonisten Hank Mobley zusammenarbeitete. Morgan war von 1966 bis 1968 außerordentlich produktiv und nahm Material für etwa acht Alben auf. Zu den Höhepunkten zählten Delightfulee, The Procrastinator und Caramba!, das beinahe in die Top 40 der R&B-Album-Charts in den USA aufstieg. Seine Kompositionen wurden zunehmend modaler und freier und erweiterten die Grenzen des Hardbop; jedoch waren auch seine funkigeren Instinkte immer noch offensichtlich und wechselten allmählich vom Boogaloo zu einer frühen elektrifizierten Fusion-Musik, schrieb Steve Hurey in Allmusic. Morgans Aufnahmetempo ließ Ende der 1960er-Jahre nach, aber er tourte weiterhin mit einer regulären Working Band, in der der Saxophonist Bennie Maupin prominent vertreten war. Die langen modalen Erkundungen dieser Band wurden auf der Doppel-LP Live at the Lighthouse dokumentiert, die im Juli 1970 in Hermosa Beach aufgenommen wurde.
Wie Bennie Maupin hatten alle beteiligte Musiker zuvor schon einmal mit Lee Morgan gespielt. Bassist Jymie Merritt verbrachte Jahre mit ihm in Art Blakeys Jazz Messengers; Schlagzeuger Mickey Roker war ab Mitte der 1960er-Jahre in mehreren Morgan-Ensembles; der Pianist Harold Mabern begleitete ihn bei The Procrastinator (1967) sowie bei verschiedenen Blue Note-Sessions. Die Band spielte Material, das größtenteils von Mitgliedern der Gruppe geschrieben war, wie jeweils drei erweiterte Versionen von Maupins „Yunjana“, Maberns „The Beehive“ oder Merritts „Absolutions“. Bei den einzelnen Auftritten eröffnet und schließt Morgans Komposition „Speedball“, das Thema der Band, die Sets, einschließlich einer 14-minütigen Version mit Jack DeJohnette am Schlagzeug, der in der Gegend zu Besuch bei seiner Familie war und bei dem Konzert anwesend war und einstieg; der Auftritt von Jack DeJohnette geschah am 10. Juli im letzten Set (nur „Speedball“).

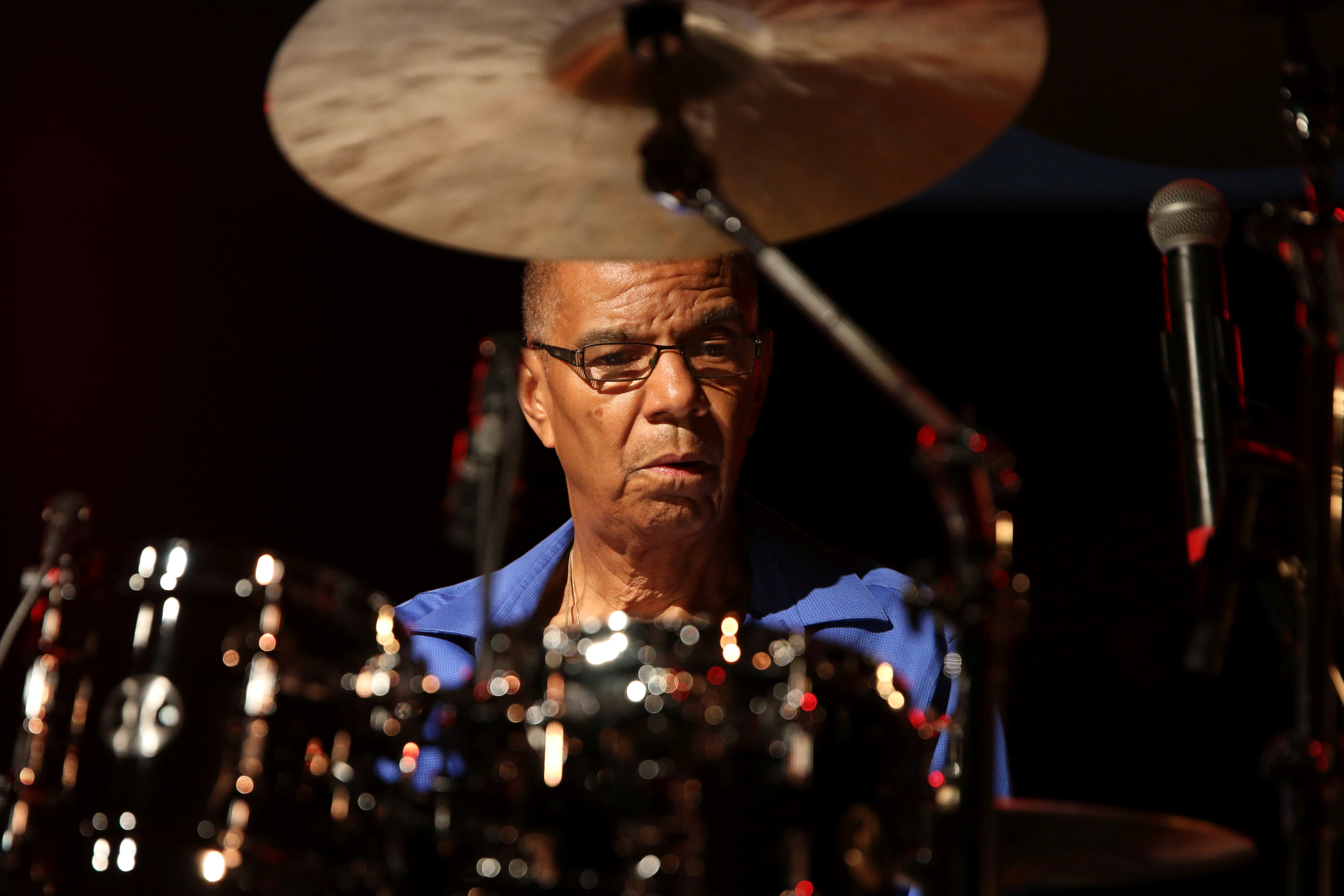
Jack DeJohnette auf dem Deutschen Jazzfestival 2015

Einige Hörer würden bei dieser Aufnahme eine der neuen Richtungen erkennen, die Morgan mit seiner Musik eingeschlagen hat, „aber wir werden es nie erfahren“, schrieb Frank Alkyer. Der Trompeter starb 19 Monate nach diesen Konzerten, als seine Partnerin Helen verzweifelt darüber, dass Morgan sie verlassen wollte, eine Waffe zog und ihn zwischen den Sets im Clubs Slug’s Saloon in New York erschoss. Er wurde 33 Jahre alt.
Als Lee Morgans Live at the Lighthouse erstmals im März 1971 veröffentlicht wurde, war es eine Doppel-LP mit vier jeweils eine ganze Plattenseite einnehmenden Titeln. Als es 1996 als Compact Disc neu aufgelegt wurde, wurde es auf eine Drei-CD-Edition erweitert, die eine Version von jedem der 13 Stücke enthielt, die Morgan und seine Band an diesem Wochenende im Juli 1970 in Hermosa Beach, Kalifornien gespielt hatten. 2021, mit der Veröffentlichung von The Complete Live at the Lighthouse, erschien das gesamte Material, das das Quintett während seines dreitägigen, aus zwölf Auftritten bestehenden Engagements gespielt hatte, außer einer Interpretation von „Ceora“, auf der die Aufnahme nach einer Minute angehalten wurde, um das Band zu wechseln. Mit mehr als siebeneinhalb Stunden Musik, verteilt auf acht CDs oder ein Dutzend LPs, sei es eine Veröffentlichung, die angesichts ihres Umfangs mit Miles Davis’ The Complete Live at the Plugged Nickel 1965 vergleichbar sei, meinte J.D. Considine.
Die Edition erschien komplett mit Einführungen und Ankündigungen, wie etwa Lee Morgan dem Publikum mitteilte, dass Blue Note die Shows aufzeichne, um vorzubeugen, dass er keine Anfragen entgegennehmen oder ältere Hits spielen werde. Jeffery S. McMillan, Autor des Buches Delightfulee: The Life and Music of Lee Morgan, schrieb die Liner Notes. Neben McMillans Beiträgen enthalten sie auch zwei Interviews, die Zev Feldman, der Co-Produzent der Boxsets, mit Maupin und Merritt – den beiden überlebenden Bandmitgliedern – führte (Merritt verstarb kurz nach dem Interview im April 2020). Darüber hinaus enthalten die Liner Notes Kommentare von Blue-Note-Chef Don Was, Jack DeJohnette, Wallace Roney, Nicholas Payton, Charles Tolliver, Eddie Henderson, Dave Douglas und anderen. Die Fotografien von Joel Franklin und Lee Tanner dokumentieren die Auftritte.
Die Original-Tonspur wurde von Francis Wolffs originalen Vier-Spur-Bändern von Steve Genewick in den Capitol Studios mit dem LP-Mastering von Kevin Gray bei Cohearent Audio und 180-g-Vinyl von Record Technology Inc (RTI) in Camarillo, Kalifornien, gemischt. Das CD-Mastering wurde von Robert Vosgien in den Capitol Studios durchgeführt.

## Titelliste

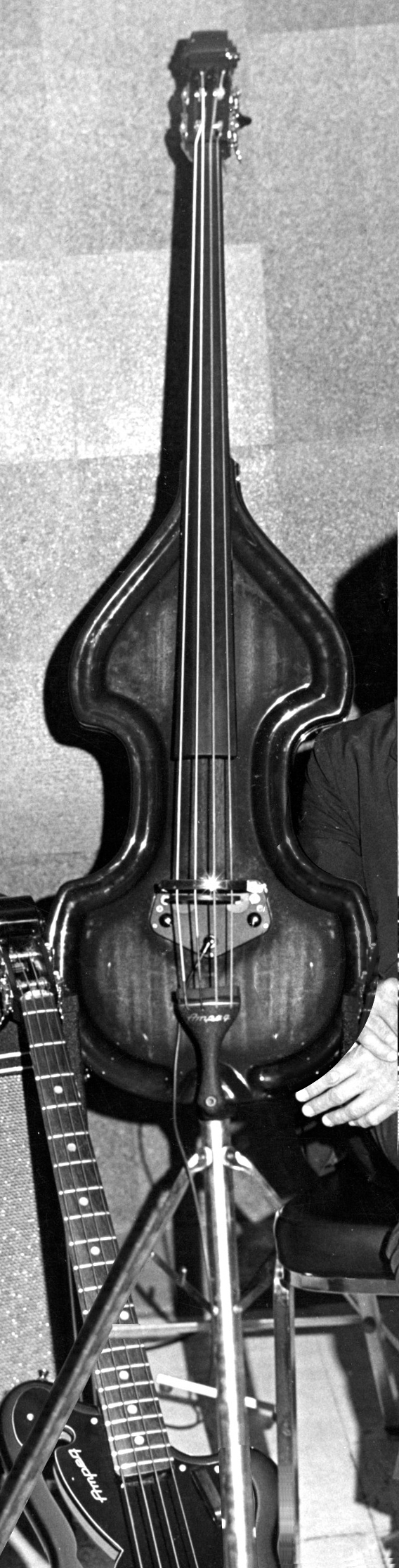
Der Ampeg Baby Bass, den Jymie Merritt im Lighthouse spielte.

### Live at the Lighthouse (1971)
- Lee Morgan: Live at the Lighthouse (Blue Note – BST 89906)

1. Absolutions (Jymie Merritt) 19:40
2. The Beehive (Harold Mabern) 16:23
3. Neophilia (Bennie Maupin) 19:05
4. Nommo (J. Merritt) 18:00

### The Complete Live at the Lighthouse, Hermosa Beach, California (2021)
- The Complete Live at The Lighthouse, Hermosa Beach, California.

#### Friday, July 10, 1970
Set 1
1. Introduction by Lee Morgan (2:06)
2. The Beehive (12:51)
3. Introduction (0:20)
4. Something Like This (12:43)
5. Yunjana (14:28)
6. Speedball (4:34)

Set 2
1. I Remember Britt (16:45)
2. Introduction (0:19)
3. Absolutions (21:55)
4. Speedball (3:46)

Set 3
1. Introduction (0:33)
2. Neophilia (18:52)
3. Introduction (0:47)
4. 416 East 10th Street (11:46)
5. The Sidewinder (12:49)
6. Speedball (0:53)

Set 4
1. Introduction (0:30)
2. Peyote (13:23)
3. Speedball (11:55)

#### Saturday, July 11, 1970
Set 1
1. Aon (13:47)
2. Introduction (0:21)
3. Yunjana (17:32)

Set 2
1. Introduction (0:14)
2. Something Like This (11:46)
3. Introduction (0:28)
4. I Remember Britt (14:25)
5. Introduction (0:47)
6. The Beehive (15:23)
7. Speedball (7:00)

Set 3
1. Neophilia (19:18)
2. Nommo (17:44)

Set 4
1. Peyote (11:24)
2. Absolutions (22:28)

#### Sunday, July 12, 1970
Set 1
1. Introduction (1:37)
2. Something Like This (15:39)
3. Introduction (0:29)
4. Yunjana (16:07)

Set 2
1. I Remember Britt (16:19)
2. Absolutions (19:35)
3. Speedball (0:27)

Set 3
1. Introduction (1:19)
2. Neophilia (18:59)
3. Introduction (0:46)
4. The Beehive (15:11)
5. Speedball (1:59)

Set 4
1. Peyote (9:27)
2. Nommo (19:19)

## Rezeption
Nach Ansicht von Nate Chinen und Greg Bryant, die das Album für Jazz United (WBGO) rezensierten, habe bereits die erweiterte Neuauflage der Mitschnitte, die 1996 auf 3 CDs erschienen war, einen Hinweis darauf gegeben, wie weitgespannt Morgan und seine Kohorte wirklich waren. Der gefeierte Dokumentarfilm von Kasper Collin, I Called Him Morgan aus dem Jahr 2016 habe das Interesse an diesen historischen Aufnahmen geschärft und die Frage einer vollständigen Veröffentlichung erneut aufgeworfen. Der Box-Set sei für WBGO die wichtigste Archivveröffentlichung des Jahres; diese Veröffentlichung offenbare, wie die Band ihr Idiom in einem Dutzend umfangreicher Eigenkompositionen kultiviert habe, wie Maberns „The Beehive“ und Merritts „Absolution“. Die beiden Autoren sind sich einig in der Bewunderung für diese Band. Man könne erleben, was Lee Morgan at the Lighthouse zu einem solchen Wendepunkt [seiner musikalischen Entwicklung] mache. Durch das Jonglieren mehrerer Metren, der Entwicklung der Melodie über eine minimalistische Akkordpalette und die Spannung und Entspannung, die durch geschickte dynamische Verschiebungen erzeugt werde, würden diese Livemitschnitte den Klang progressiver akustischer Jazzmusik der nächsten 40 Jahre vorwegnehmen.

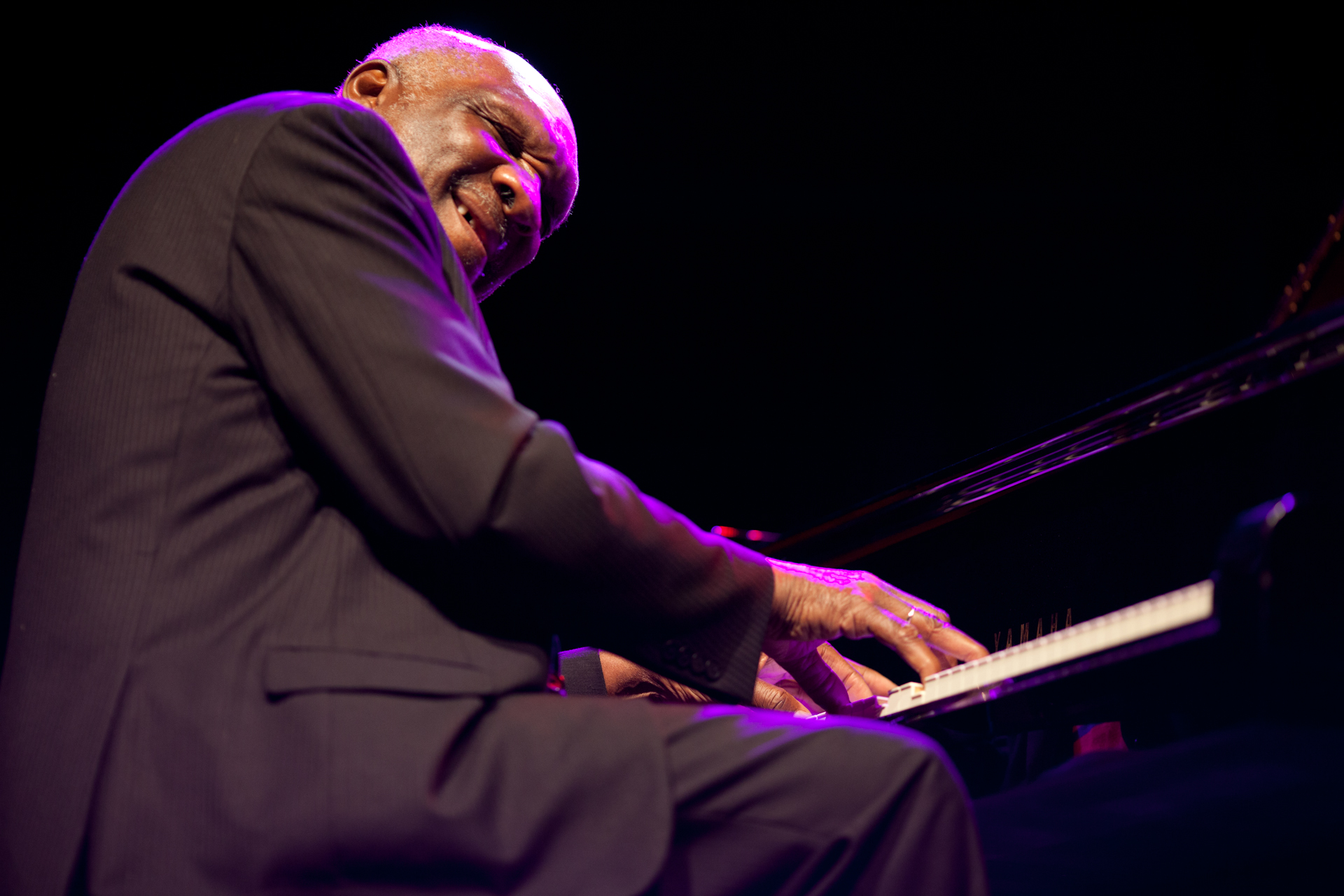
Harold Mabern (2012)

J.D. Considine schrieb in JazzTimes, Morgans Lighthouse-Aufnahmen sei die einzige Einspielung, die er mit seiner vielleicht besten Band gemacht habe. Bennie Maupin habe hier die Präsenz, die er auf vorangegangenen Aufnahmen mit Morgan, auf Taru und Caramba! (beide von 1968) nicht hatte. Jeder für sich sei ein starker Spieler gewesen, aber zusammen seien sie ein Moloch gewesen, so der Autor, der die Musik mit Erfindungsreichtum und unermüdlicher Energie antrieb. Maberns riesige Hände böten ein Polster an Akkorden durch druckvolles, stimmhaftes Comping, und seine Soli würden oft McCoy-Tyner-würdige Intensitätsspitzen erreichen. Trotzdem dominiere Jymie Merritt den Groove. Das liege zum Teil daran, dass sein elektrischer Ampeg Baby Bass einen schweren, bellenden Ton hatte; aber es liege auch daran, dass seine Linien, anstatt einen geraden Viertelnotenpuls zu erzeugen, geschäftig und melodisch sind und Akzente setzen, die perfekt mit Rokers polyrhythmischen Mustern harmonieren. Und es gebe Momente, in denen der Boogaloo-Groove zu explodieren scheint, so rasend sei die Interaktion zwischen Bass und Schlagzeug.
Nach Ansicht von Frank Alkyer (Down Beat) gebe es nicht viele Künstler in der Geschichte des Jazz, die ein dreitägiges Engagement in 12 Alben (acht CDs) reinen musikalischen Goldes verwandeln könnten, aber die Lee Morgan-Sammlung The Complete Live at the Lighthouse tue genau das. Jetzt könnten die Fans die Schönheit des gesamten Laufs genießen; dabei sei die Breite des Materials erstaunlich. Es zeige den 32-jährige Morgan und die Band, die sich wirklich in der Musik entfalte. Live at the Lighthouse stehe als letztes und bleibendes Beispiel für den „jungen Mann als Künstler“ [offenbar eine Anspielung auf A Portrait of the Artist as a Young Man]. Es passe gut, dass Fans, Musiker und Wissenschaftler jetzt ein vollständiges Bild von dieser Zeit und dieser Musik hätten.

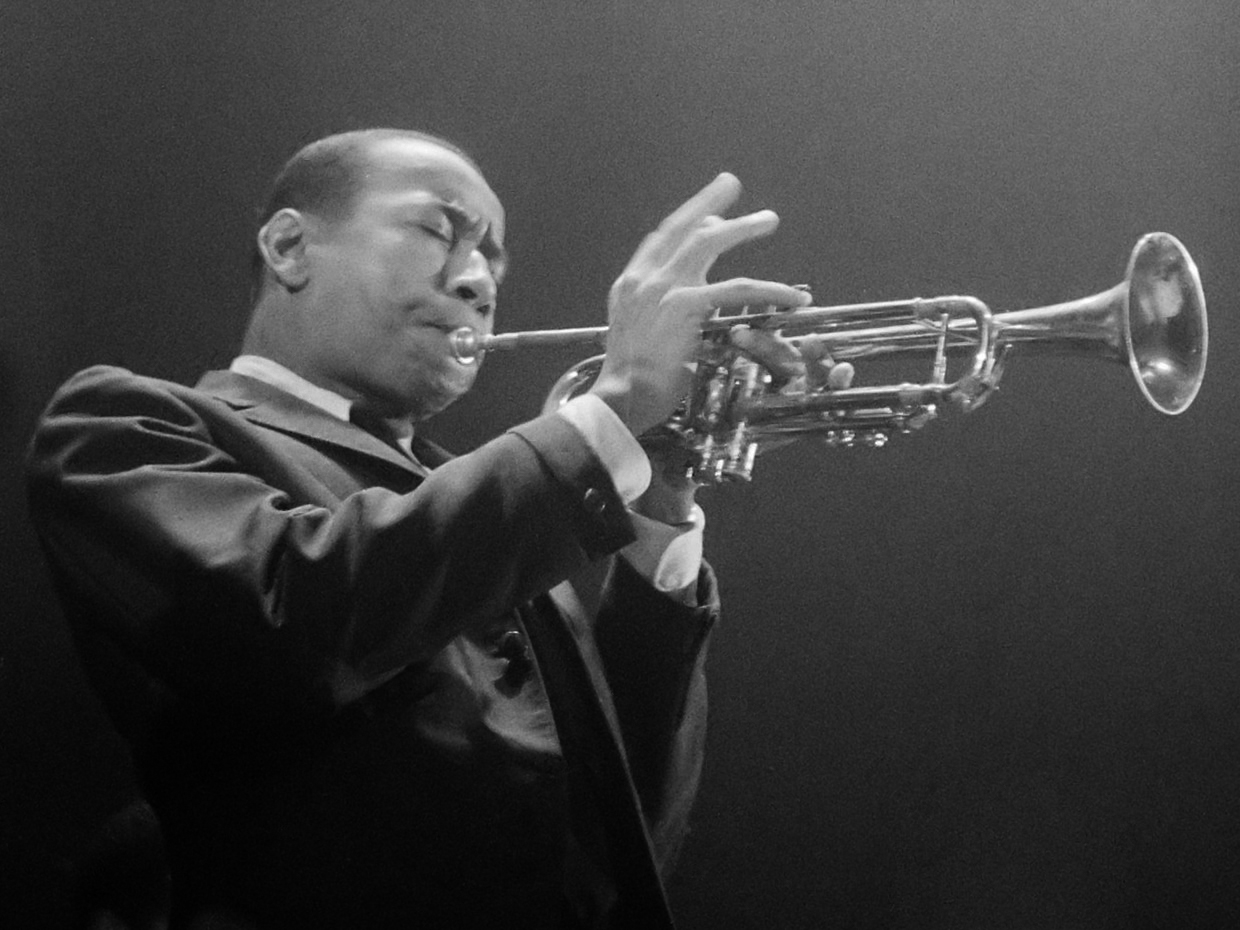
Lee Morgan (1959)

George W, Harris schrieb in Jazz Weekly, während dieser Zeit hätten Künstler im Jazz entweder damit begonnen, sich einzuklinken, um den Fusion-Pfad des Jazz-Rock à la Miles Davis und Chick Corea zu beschreiten, andererseits fortan frei und atonal zu spielen, oder an fortschrittlicher modaler, aber melodischer Spielweise festzuhalten. Morgan sei zwar bei der akustischen Spielweise geblieben, habe jedoch mit diesem aufrührerischen Team einen Gang höher geschaltet.
Chris Pearson schrieb in The Times, Lee Morgan sei ein wunderbarer Trompeter gewesen, auch wenn er mit seinem Mentor Dizzy Gillespie in Sachen Pyrotechnik oder seinem Zeitgenossen Miles Davis in Sachen Mystik nicht mithalten konnte. Mit dieser großartigen Veröffentlichung habe er zwei Jahre vor seiner Erschießung 1972 noch ein letztes Zeichen für seine Bedeutung gesetzt. Mit seiner von John Coltrane inspirierten Konzertreihe im Lighthouse habe er möglicherweise kein Neuland beteten, aber dennoch mit Inspiration und Intensität geglänzt. Auf den Mitschnitten gebe zwar ausgedehnte modale Erkundungen und Free-Jazz-Abschweifungen, doch Morgan behalte seinen Hardbop-Stil und seine Klarheit bei und spiele mit vertrauter Wildheit. Den eigentlichen Coltrane-Sound liefere hingegen der Saxophonist Bennie Maupin.
Dies mag wie eine Sache erscheinen, die nur für Sammler und Verrückte gedacht ist, schrieb Phil Freeman (Stereogum), aber die Darbietungen seien so experimentierfreudig und brennend, und die Melodien so gut, dass es sich absolut lohnte, sie zu hören. Es sei zwar fast 50 Jahre her, dass Lee Morgan gestorben ist, und die Leute würden nicht so viel über seine Brillanz reden, wie sie sollten. Hätte er gelebt, wäre er sicher bis weit in die 1970er- und 80er-Jahre, wenn nicht noch länger, einer der großen Namen des Jazz gewesen. Er war unglaublich, und diese Box zeige, dass er trotz allem, was er in den 1950er und 1960er Jahren erreicht hat, wirklich erst am Anfang stand.